# فرشة (جيولوجيا)

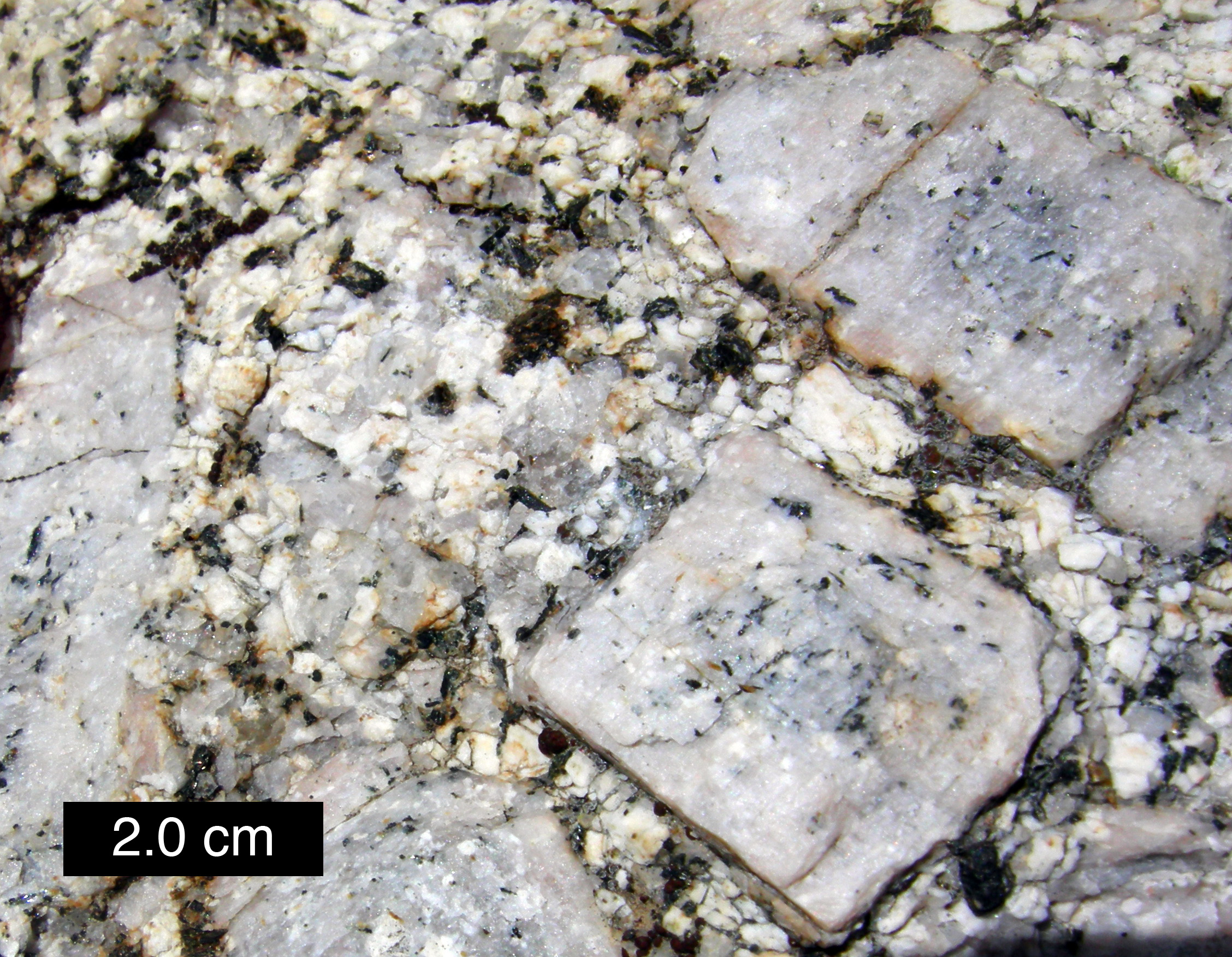
البلورات البارزة البوتاسيوم الفلسبار داخل فرشة دقيقة الحبيبات في رخام الجرانيت.

الفرشة أو الكتلة الأرضية لصخر هي كتلة دقيقة الحبيبات من المواد حيث يتم تضمين الحبيبات الكبيرة أو البلورات أو الفتات.
تتكون فرشة الصخور البركانية من بلورات دقيقة الحبيبات، وغالبًا ما تكون مجهرية، تكون فيها بلورات أكبر (فينوكرات) مضمنة. هذا النسيج البورفيري يدل على التبريد متعدد المراحل من الصهارة. على سبيل المثال، يحتوي أنديسايت البورفيري على فينوكسترات كبيرة من بلاجيوكليز في فرشة دقيقة الحبيبات. أيضا يستخرج الماس غالبا في جنوب أفريقيا من فرشة من شبه الصخر الصلصال المُجَوى (الكمبرليت) يسمى «الأرض الصفراء».
فرشة الصخور الرسوبية هي مادة رسوبية ذات حبيبات دقيقة، مثل الصلصال أو الطمي، حيث يتم تضمين الفتات أو الحبيبات الكبيرة. كما أنها تستخدم لوصف المواد الصخرية التي تتضمن الأحفوريات.

## السمنتة
تكون جميع الرواسب في البداية في حالة غير متماسكة (مثل الرمال والطين والحصى وأسرة الأصداف)، وقد تبقى في هذه الحالة لفترة غير محددة. لقد مرت ملايين السنين منذ تجمعت بعض طبقات العصر الثالث المبكر في قاع المحيط، ومع ذلك فهي قابلة للتفتت (مثل طين لندن) وتختلف قليلاً عن العديد من التراكمات الحديثة. ومع ذلك، هناك القليل من الاستثناءات للقاعدة القائلة إنه مع تزايد سن الرواسب الصخرية تصبح أكثر فأكثر تموجًا، وكلما زاد عمرها كلما زاد احتمال أن يكون لديها اتساق ثابت ضمنيًا بشكل عام في مصطلح «الصخرة». 
يبدو أن ضغط الرواسب الأحدث على الكتل الكامنة هو أحد أسباب هذا التغيير، رغم أنه ليس في حد ذاته سبباً قوياً جدًا. عادةً ما تُعزى الزيادة في الفعالية إلى المياه المتساقطة، التي تأخذ بعض المواد القابلة للذوبان إلى الأعلى وتعيد توزيعها في المسام والتجاويف. من المحتمل أن تتسارع هذه العملية بسبب الضغط المتزايد الناتج عن الطبقات العليا، وإلى حد ما أيضًا بسبب ارتفاع درجة الحرارة التي تحدث حتماً في الصخور المدفونة على عمق ما تحت السطح. ومع ذلك لا يكون دائما الارتفاع في درجة الحرارة كبيرًا جدًا. من المعروف أنه توجد أكثر من حالة واحدة من الرواسب الرسوبية التي دُفنت تحت أربعة أو خمسة أميال من الطبقات المتشابهة (على سبيل المثال أجزاء من الحجر الرملي الأحمر القديم)، ومع ذلك لا يمكن ملاحظة أي فرق ملموس في الحالة البينية للطبقات من تكوين مماثل في الجزء العلوي من سلسلة وبالقرب من قاعدتها. 
المواد الأسمنتية المعاد نشرها الأكثر شيوعًا تكون جيرية أو سيليسية. الحجر الجيري، الذي كان في الأصل تراكمًا فضفاضًا للأصداف والشعاب المرجانية، وما إلى ذلك، يتحول إلى صخور صلبة بهذه الطريقة ؛ وغالبًا ما تحدث العملية بسهولة مدهشة، كما هو الحال، على سبيل المثال، في الأجزاء العميقة من الشعاب المرجانية، أو حتى في كتل الرياح الشديدة المنبعثة من رمال شيلي التي تتعرض لأثر الأمطار. يمكن ترسيب المادة الأسمنتية بانتظام في الاستمرارية بلورية على الحبيبات الأصلية، حيث كانت هذه بلورية، وحتى في الأحجار الرملية (مثل خرقة كنتيش )، غالبًا ما تطوق الفرشة البلورية بالحبيبات الرملية الكالسيتية . إن تغير الأراغونيت إلى الكالسيت والكالسيت إلى الدولوميت، من خلال تكوين الكتل البلورية الجديدة في المناطق الداخلية من الصخر، عادة ما يسرع من عملية الدمج. السيليكا أقل قابلية للذوبان في المياه العادية، ولكن حتى هذا العنصر من الصخور يذوب ويعاد ملؤه بوتيرة كبيرة. يتم تثبيت العديد من الأحجار الرملية معًا بكمية لا نهائية من السيليكا الغروية أو البلورية. عندما يتم حفرها حديثا من المحجر، فإنها تكون ناعمة ويمكن قطعها بسهولة، ولكن بعد تعرضها للهواء لبعض الوقت، تصبح أكثر صعوبة، حيث يجعلها الأسمنت السيليسي في حالة صلبة. يحتوي المكونات الأخرى على موازين دقيقة من الكاولين أو الميكا . قد تنضغط المواد الأرجيلية بمجرد ضغط بسيط، مثل الجرافيت والمعادن الأخرى المتقشرة. 